# 1943 en Norvège
Chronologie de la Norvège
- 1939
- 1940
- 1941
- 1942
- 1943
- 1944
- 1945
- 1946
- 1947

Cet article présente les faits marquants de l'année 1943 en Norvège ou relatifs à la Norvège.

## Gouvernance
- Haakon VII est roi de Norvège.
- Le Gouvernement Johan Nygaardsvold est réfugié à Londres.
- Vidkun Quisling est le chef du gouvernement.

## Événements
- 28 février : un commando Norvégien fait exploser des charges dans l'usine d’eau lourde Norsk Hydro de Telemark près de Ryukan interrompant la production[1].
- 20-22 septembre : opération Source. Des sous-marins miniatures britanniques attaquent trois navires allemands en Norvège[2].
- 30 septembre : Le SS Sanct Svithun était un navire à vapeur à coque en acier de 1 376 tonnes, construit par le chantier naval allemand Danziger Werft et livré à la compagnie maritime norvégienne Det Stavangerske Dampskibsselskab le 1er juillet 1927. Il a navigué le long de la côte norvégienne sur la route du Hurtigruten, jusqu’à ce qu’il soit perdu pendant la Seconde Guerre mondiale, le 30 septembre 1943, dans une attaque aérienne.

## Naissances
- Naissance en Norvège en 1943

## Décès
- Décès en Norvège en 1943